# Zeth Höglund

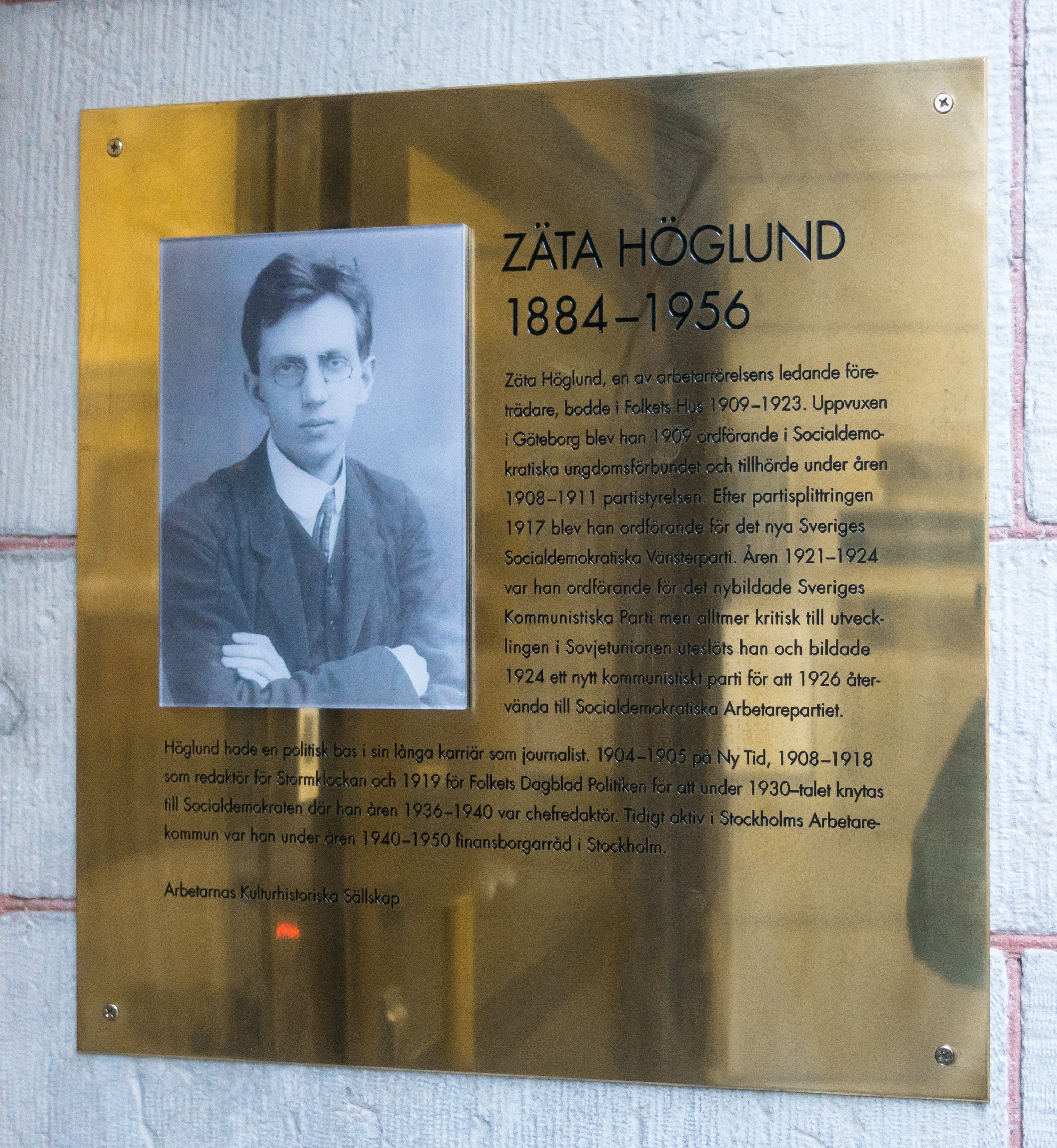
Minnesmärket över Zeth (Zäta) Höglund på Upplandsgatan 2 i Stockholm, där han bodde åren 1909–1923.

Carl Zeth Konstantin "Zäta" Höglund, född 29 april 1884 i Göteborg, död 13 augusti 1956 i Stockholm, var en svensk politiker (först socialdemokrat, senare kommunist); han var riksdagsledamot (andra kammaren) 1915–1917 och 1929–1940, chefredaktör för Social-Demokraten 1936–1940 samt finansborgarråd i Stockholm 1940–1950.

## Biografi
Höglund avlade studentexamen 1902, var anställd som journalist i Ny Tid 1904–1905, redaktör för Stormklockan 1908–1918, för Folkets dagblad Politiken 1919 och för Den Nya Politiken 1924–1925 och var från 1931 ekonomichef för Social-Demokraten.
År 1905 blev ett händelserikt år för den unge Höglund. Sommaren 1905 krävde Norge att få bli självständigt från Sverige. Till en början ville delar av det svenska politiska etablissemanget inte acceptera detta och förberedde sig att gå i krig mot Norge för att bevara unionen. Zeth Höglund skrev då manifestet Ned med vapnen! i vilket han fördömde vad han betecknade som borgarklassens krigsplaner och uppmanade soldaterna – den svenska arbetarklassungdomen – att vägra gå i krig. Indirekt förespråkade Höglund också att vapnen i stället borde riktas mot den svenska borgarklassen, det vill säga i en revolution. För sin skrift Ned med vapnen! dömdes Höglund till sex månaders fängelse i Malmö.
1909 valdes Höglund, i konkurrens med Per Albin Hansson, till ordförande i Socialdemokratiska Ungdomsförbundet (SDUF), och tillhörde partistyrelsen 1908-1911. Ungdomsförbundet präglades under denna tid alltmer av Höglunds kritiska inställning gentemot det socialdemokratiska partiet, sådant det formades av Hjalmar Branting. Framför allt i försvarsfrågan drev Höglund en energisk opposition. Den under första världskriget från partiets ledning proklamerade borgfreden och samarbetet med liberalerna ansåg Höglund som taktiskt okloka. 1915 deltog Höglund på Zimmerwaldkonferensen i Schweiz som samlade alla socialdemokrater som motsatte sig kriget.
År 1916 dömdes Höglund i den så kallade förräderiprocessen åter till fängelse, än en gång för sin antimilitarism, nu i samband med en fredskongress i Stockholm. Straffet, tre års fängelse, senare mildrat till ett års fängelse avtjänades på Långholmens fängelse. Under tiden på Långholmens fängelse skrev han dikter som utgavs på Frams förlag 1917 under titeln Bläck och blod.
Höglund var den främsta av ledarna i partiets vänsterfalang som tillsammans med ungdomsförbundet lämnade Sveriges socialdemokratiska arbetareparti (SAP) 1917 och bildade Sveriges socialdemokratiska vänsterparti (SSV) som skulle komma att bli Sveriges första kommunistiska parti, och medlem av Kommunistiska Internationalen för en tid. Höglund, en god vän till Lenin, var det nya partiets första partiledare 1917–1924. Höglund hyllade Lenin och Oktoberrevolutionen, men skulle senare fördöma stalinismen och den senare utvecklingen i Sovjetunionen (detta framgår tydligt exempelvis i hans ledare i Social-Demokraten i samband med offentliggörandet av Molotov-Ribbentroppakten).
Efter att ha uteslutits ur Sveriges kommunistiska parti (SKP) 1924 grundade Höglund ett eget kommunistparti. Han återvände dock 1926, efter Hjalmar Brantings död, till socialdemokraterna även om han fortfarande såg sig själv som kommunist, vilket var anledningen till att han aldrig fick någon ledande position inom SAP på riksplanet. Han var dock från 1930 ordförande i Stockholms arbetarekommun och i Stockholms stad finansborgarråd 1940–1950.
Under det andra världskriget arbetade han öppet mot nazism och den kommunism Josef Stalin stod för. Han samarbetade med Ture Nerman och skrev för den antinazistiska tidningen Trots allt!.
Bland hans skrifter märks särskilt Det befästa fattighuset (1913, tillsammans med Hannes Sköld och Fredrik Ström) och Hjalmar Branting och hans livsgärning (1929). Han redigerade även Hjalmar Branting: Tal och skrifter i urval (1926–1929).
Zeth Höglund ligger begraven på Skogskyrkogården i Stockholm utan gravsten.

## Bildgalleri

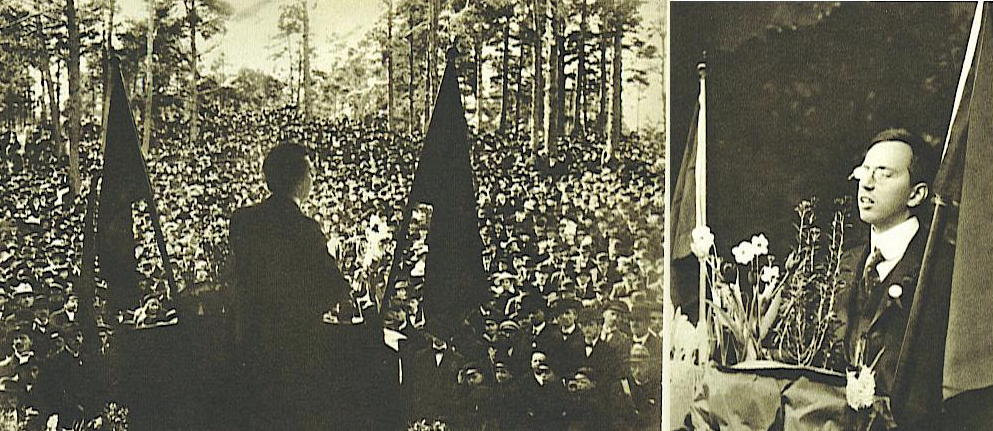
Zeth Höglund talar 1917.
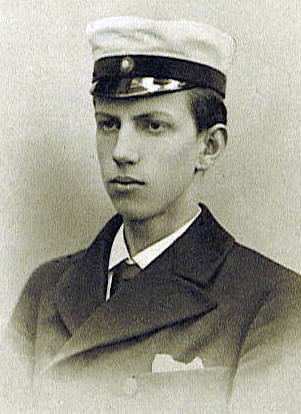
Zeth Höglund som student 1902.

### Utgivare
- Larsson, Viktor (1910-1911). Viktor Larssons skrifter. Häfte 1-16 / urval och levnadsteckning av Z. Höglund. Stockholm: Fram. Libris 423197
- Flood, David (1911). Plikten att skjuta på fader och moder : hur militären använts mot Sverges arbetare / med företal av Z. Höglund. Stockholm: Fram. Libris 1633231
- Det befästa fattighuset : antimilitaristisk och socialistisk handbok / under redaktion av Z. Höglund, Hannes Sköld och Fredrik Ström. Stockholm: Fram. 1913. Libris 2176716
- Komedien till folkpensionering : varför folkpensioneringsförslaget borde ha avslagits 1913 års riksdag / [utgiven av Z. Höglund]. Stockholm: Fram. 1913. Libris 1635647
- Arbetartågets fästskrift : 8/2 1914 / redigerad av Z. Höglund ... Stockholm: Stockholms arbetarekommun och Frams förl. 1914. Libris 2789415
- Hansson, Per Albin (1920). En krigsministers ord : uttalanden / samlade och utgivna av hans förre vapenbroder Z. H. Stockholm: Fram. Libris 1653040
- Branting, Hjalmar (1926-1930). Tal och skrifter i urval. 1-11 / redaktion: Z. Höglund ... Stockholm: Tiden. Libris 7674
- Festskrift tillägnad Georg Branting : utgiven vid hans 60-årsdag 21 september 1947 / [redigerad av Zeth Höglund och Hjalmar Mehr]. Stockholm: Saxon & Lindström. 1947. Libris 772733

### Översättningar
- Marx, Karl (1919). Kommunistiska manifestet /av Karl Marx ; med företal av Friedrich Engels ; översättning efter åttonde autoriserade tyska upplagan av Zeth Höglund. Stockholm: Fram. Libris 2900812